# Walter Hauser
Pour les articles homonymes, voir Hauser.
Walter Hauser, né le 1er mai 1837 à Wädenswil (originaire de Kybourg) et mort le 22 octobre 1902 à Berne, est un homme politique suisse, membre du Parti radical-démocratique (PRD).
Il est conseiller fédéral de 1889 à 1902, notamment à la tête du Département militaire pendant deux ans puis du Département des finances et des douanes pendant onze ans, et président de la Confédération en 1892 et 1900.

## Biographie

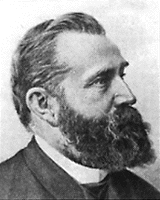
Walter Hauser, comme conseiller fédéral.

### Formation, carrière militaire et parcours professionnel
Après l'école primaire, il a fréquenté l'«Institut Heer» de Wädenswil, puis le gymnase de Zurich. Comme il s'intéressait à la science, il avait l'intention de devenir pharmacien, mais il doit rejoindre l'entreprise de son père à la mort de son frère aîné en 1854. Il effectue par la suite un apprentissage de tanneur puis devient directeur général et propriétaire de l'entreprise familiale. Sa tannerie était l'une des plus importantes de Suisse .
Officier d'artillerie à l'armée, il est promu major en 1875, lieutenant-colonel en 1880 puis colonel en 1888. Il a également été commandant des pompiers de Wädenswil et membre du club de gymnastique local .
Ouvert aux innovations techniques, il est l'un des initiateurs de la rive gauche de la Zurichseebahn en 1859, de la Wädenswil-Einsiedeln-Bahn en 1870 et de l'usine à Gaz de Wädenswil en 1874.

### Vie privée
Il est le deuxième plus jeune fils du riche maître tanneur et chef de cabinet Jakob Arnold Hauser et d'Emilie Theiler. En 1865, il épouse Marie-Sophie Wiedeman. Le couple a quatre filles, dont la peintre Sophie Hauser (de).
La famille est domiciliée à Kybourg dans le canton de Zurich.
Il cultive une grande amitié avec Wilhelm Hertenstein, zurichois comme lui, auquel il succède au gouvernement.

## Parcours politique

### Débuts
Il commence à être politiquement actif à la fin des années 1860 en rejoignant l'aile démocrate (l'aile gauche, futur Parti radical-démocratique) du groupe libéral-radical, qui prônait des réformes sociales, une démocratie directe ainsi qu'un État centralisé. Cela le place en opposition à l'aile libérale du mouvement (le futur Parti libéral suisse, conservateur et opposé à un État centralisé).
Très vite, il apparaît comme un politicien pondéré et habile, surtout dans sa lutte contre Alfred Escher : fermement opposé à la subvention du chemin de fer du Gothard par le gouvernement fédéral, il estimait qu'un chemin de fer sous le col du Splügen offrait de plus grands avantages pour le canton de Zurich .

### Échelon cantonal
En 1868, il devient député la Constituante zurichoise et participe à l'élaboration de la nouvelle constitution de son canton. Un an plus tard, il accède au Grand Conseil zurichois. En 1881, il est élu au Conseil d'État zurichois. Il y dirige le département des finances jusqu'en 1887, puis le département des constructions jusqu'en 1888 .

### Échelon fédéral
En 1869, il est élu conseiller national dans la circonscription de Zurich-Sud. À Berne, il participe intensément aux débats sur la révision totale de la Constitution fédérale en 1874 (la première depuis 1848), où il se fait remarquer pour ses qualités oratoires, son pragmatisme et son influence sur les votes. Il est réélu des élections fédérales de 1872, mais décide de ne pas se représenter trois ans plus tard, en 1875, officiellement pour des raisons de santé (cependant, son opposition aux chemins de fer du Gothard a probablement joué un rôle).
Après quatre années de retrait de la politique fédérale, sa carrière est relancée en 1879 lorsque son ami Wilhelm Hertenstein accède au Conseil fédéral. Walter Hauser lui succède au Conseil des États puis vend sa tannerie un an plus tard, afin de se consacrer entièrement à la politique. Il est  président du Conseil des États de 1883 à 1884 .

#### Gouvernement fédéral
À la suite du suicide du conseiller fédéral Fridolin Anderwert en décembre 1880, Walter Hauser est sollicité pour se porter candidat à sa succession, mais il refuse finalement à se présenter et c'est Louis Ruchonnet qui est élu.
Après la mort de Wilhelm Hertenstein le 27 novembre 1888, son nom figure comme favori pour le remplacer au gouvernement fédéral et il décide cette fois-ci de se présenter. Le 13 décembre 1888, l'Assemblée fédérale l'élit au premier tour avec 117 des 174 votes valables (28e conseiller fédéral de l'histoire[réf. nécessaire]). Le catholique-conservateur Johann Joseph Keel reçoit 52 voix, il y a 5 autres voix éparses. Le même jour, le Conseil fédéral se réunit pour répartir les départements et confie logiquement à Hauser la charge du Département militaire, anciennement dirigé par Wilhelm Hertenstein.
Dans sa nouvelle fonction, qu'il entame officiellement au début de 1889, il achève plusieurs projets de son prédécesseur, notamment l'achat du fusil d'infanterie en 1889 et l'introduction de la poudre sans fumée. La construction de la forteresse du Gothard battait également son plein.

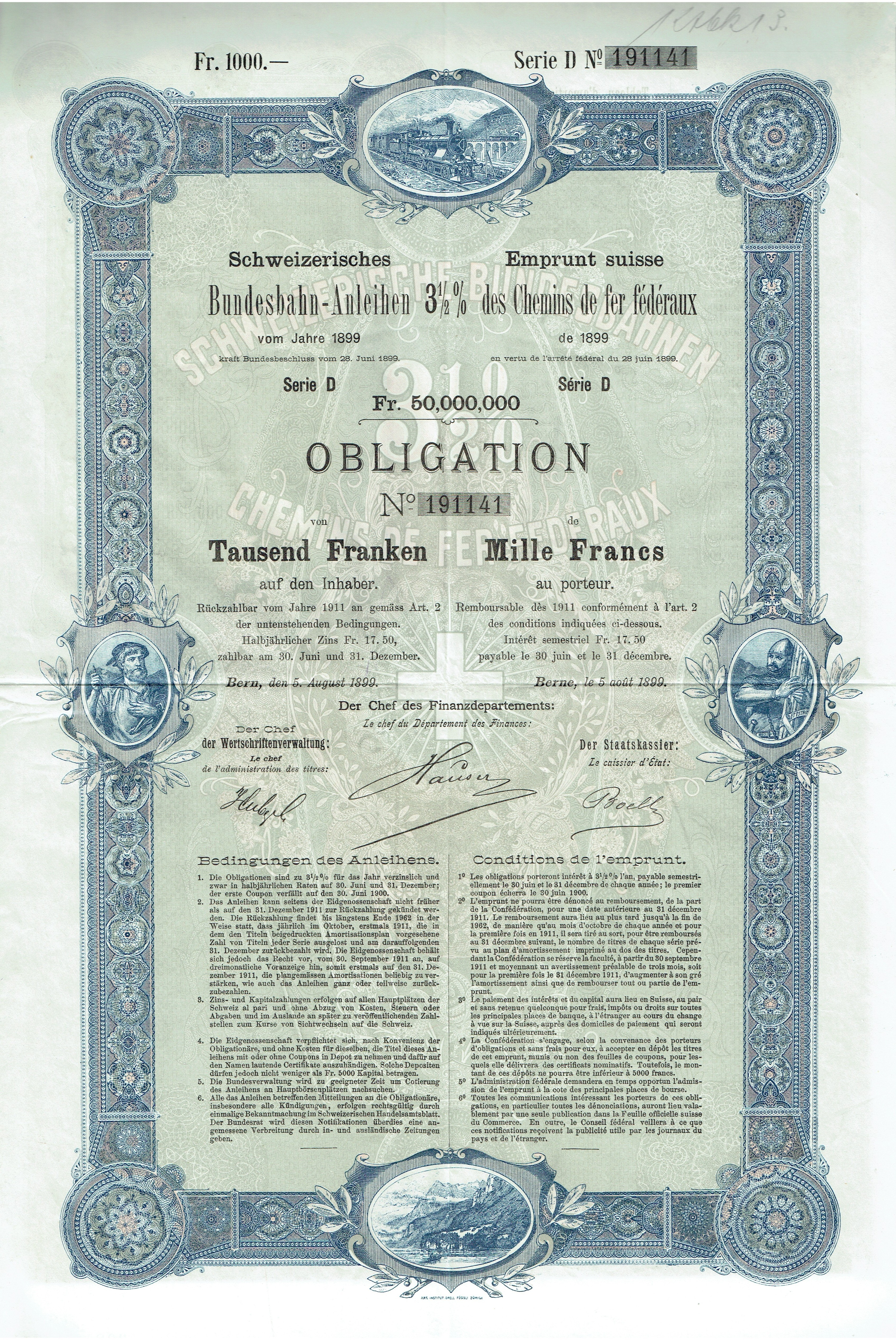
Fond pour la prochaine nationalisation des chemins de fer en date du 28 juin 1899, signé par Walter Hauser comme chef du Département des Finances.

Après sa réélection le 11 décembre 1890 , il prend au 1er janvier de l'année suivante la direction du Département des finances et des douanes, où il est parfaitement à sa place du fait de sa vie professionnelle et de ses expériences cantonales puisqu'il a été chargé des finances zurichoises lorsqu'il était conseiller d'État. Durant les presque onze années qu'il passe aux finances, d'importantes réformes sont engagées à son initiative, notamment la mise en place du contrôle financier. Il fut salué comme le sauveur des finances fédérales, même s'il a également bénéficié des fortes recettes douanières de cette période. Grâce à cela, il a pu fournir suffisamment de fonds pour la prochaine nationalisation des chemins de fer. Il avait également le projet de fonder une banque publique, mais il échouera à deux reprises, la deuxième fois devant le peuple le 27 février 1897 lors d'un référendum. Ce n'est qu'en 1907 que la Banque nationale suisse est fondée, sous l'impulsion d'un de ses successeurs aux finances, Robert Comtesse.
En 1892, il accède pour la première fois à la présidence de la Confédération, mais ne reprend pas le Département politique parallèlement, contrairement aux usages de l'époque. En effet, sous l'impulsion du conseiller fédéral Numa Droz, le Département politique devient un véritable Département des affaires étrangères autonome de la présidence, avec une direction fixe. Cependant, lorsqu'il redevient président en 1900, l'ancien système est rétabli et il reprend de ce fait le Département des affaires étrangères, rebaptisé Département politique fédéral. Ce système perdure jusqu'en 1914.
Il adhère au Parti radical-démocratique l'année de sa création, en 1894. Il se situe à l'aile gauche du parti.

## Décès et hommages
En pleine séance de travail, Walter Hauser est victime d'un AVC le 21 octobre 1902, qui le paralyse. Il décède le lendemain à l'âge de 65 ans.
Son successeur au gouvernement, Ludwig Forrer, conseiller fédéral de 1903 à 1917, déclarait à son sujet en juillet 1904:
« Il s'est toujours distingué par son amabilité, par sa pondération et sa persévérance. Il a toujours étudié le dossier à traiter jusque dans ses moindres détails. Les mots ne lui venaient pas aisément, il hésitait longuement, avant de donner son avis sur quelque chose ou sur quelqu'un, mais alors, il n'en changeait plus. Inébranlable, ne se laissant jamais intimider par l'opposition, il restait sur sa position, ce qui lui valut, de temps à autre, le reproche d'être têtu. »
À Wädenswil, un monument et une rue portent son nom.

## Personnalité
Il est reconnu comme politicien habile et pragmatique, malgré un style plus volontariste que consensuel .